# Anastelgis marini
Anastelgis marini là một loài tò vò trong họ Ichneumonidae.